# Adiantopsis luetzelburgii
Adiantopsis luetzelburgii är en kantbräkenväxtart som beskrevs av Eduard Rosenstock. Adiantopsis luetzelburgii ingår i släktet Adiantopsis och familjen Pteridaceae. Inga underarter finns listade.